# Fräulein Wunder (Album)
Fräulein Wunder ist das erste und einzige Studioalbum der deutschen Pop-Rock-Girlgroup Fräulein Wunder, das am 29. August 2008 in Deutschland, Österreich und in der Schweiz bei Universal veröffentlicht wurde.

## Chartplatzierungen
Das Album debütierte am 12. September 2008 auf Platz 40 in Deutschland und am selben Tag in Österreich auf Rang 33. In beiden Ländern konnte sich der Longplayer drei Wochen lang in der Chartwertung halten. Am 26. September 2008 fiel die CD aus den offiziellen Albumcharts heraus.

## Produktion
Uwe Fahrenkrog-Petersen produzierte alle zwölf Titel des Albums, wobei ihm Heiko Hübschmann als Co-Produzent zur Seite stand. Die Bookletfotos stammen von Bella Lieberberg und Stefan Ruhmke. Das Artwork der Platte gestaltete Sebastian Rohde. Frontfrau Chanty Wunder verfasste alle Songtexte. Unterstützung bekam sie dabei von Inga Humpe, Maya Singh, ihren Bandmitgliedern Kerstin Wunder, Pia Wunder und Steffy Wunder sowie André Leipold, der bei dem Stück Sternradio mit Chanty Wunder zusammen komponierte. Jeo Mezei mischte die Lieder Mein Herz ist Gift für dich, Wenn ich ein Junge wär’ und Panzerboy. Alle anderen Titel wurden von Michael Tibes gemischt. Weitere Produzenten zeigten sich für die Erstellung des Albums verantwortlich. Neben Christian Neander (Ich würd’ dich liebend gerne lieben, Jeden Tag) waren auch Michelle Leonard, Paul Leisin, Simon Triebel, Tim Winter, Peter Horsch und Chris Buseck für die Produktion der Stücke verantwortlich.

## Titelliste
| Nr. | Titel                                        | Produzent(en)                            | Autor(en)                             | Dauer |
| --- | -------------------------------------------- | ---------------------------------------- | ------------------------------------- | ----- |
| 01  | Mein Herz ist Gift für dich (Single-Version) | Paul Leisin, Simon Triebel, Tim Winter   | Chanty Wunder                         | 4:04  |
| 02  | Wenn ich ein Junge wär’ (Single-Version)     | Uwe Fahrenkrog-Petersen                  | Chanty Wunder, Inga Humpe             | 3:04  |
| 03  | SOS                                          | Paul Leisin, Simon Triebel, Tim Winter   | Chanty Wunder                         | 3:40  |
| 04  | Panzerboy                                    | Fräulein Wunder, Uwe Fahrenkrog-Petersen | Chanty Wunder, Inga Humpe, Maya Singh | 3:14  |
| 05  | Wir sind neu                                 | Paul Leisin, Peter Horsch, Tim Winter    | Chanty Wunder                         | 3:22  |
| 06  | Ich schenk mir die Welt                      | Michelle Leonard                         | Fräulein Wunder                       | 2:40  |
| 07  | Ich kann nichts mehr spüren                  | Paul Leisin, Simon Triebel, Tim Winter   | Chanty Wunder                         | 4:20  |
| 08  | Sternradio (Single-Version)                  | Fräulein Wunder, Uwe Fahrenkrog-Petersen | Chanty Wunder, André Leipold          | 3:41  |
| 09  | Jeden Tag                                    | Christian Neander, Michelle Leonard      | Chanty Wunder                         | 3:07  |
| 10  | Beiss mich                                   | Chris Buseck                             | Chanty Wunder                         | 2:48  |
| 11  | Hey Hey                                      | Paul Leisin, Simon Triebel, Tim Winter   | Chanty Wunder                         | 2:41  |
| 12  | Ich würd’ dich liebend gerne lieben          | Christian Neander, Michelle Leonard      | Chanty Wunder                         | 3:29  |

## Singleauskopplungen
Wenn ich ein Junge wär’

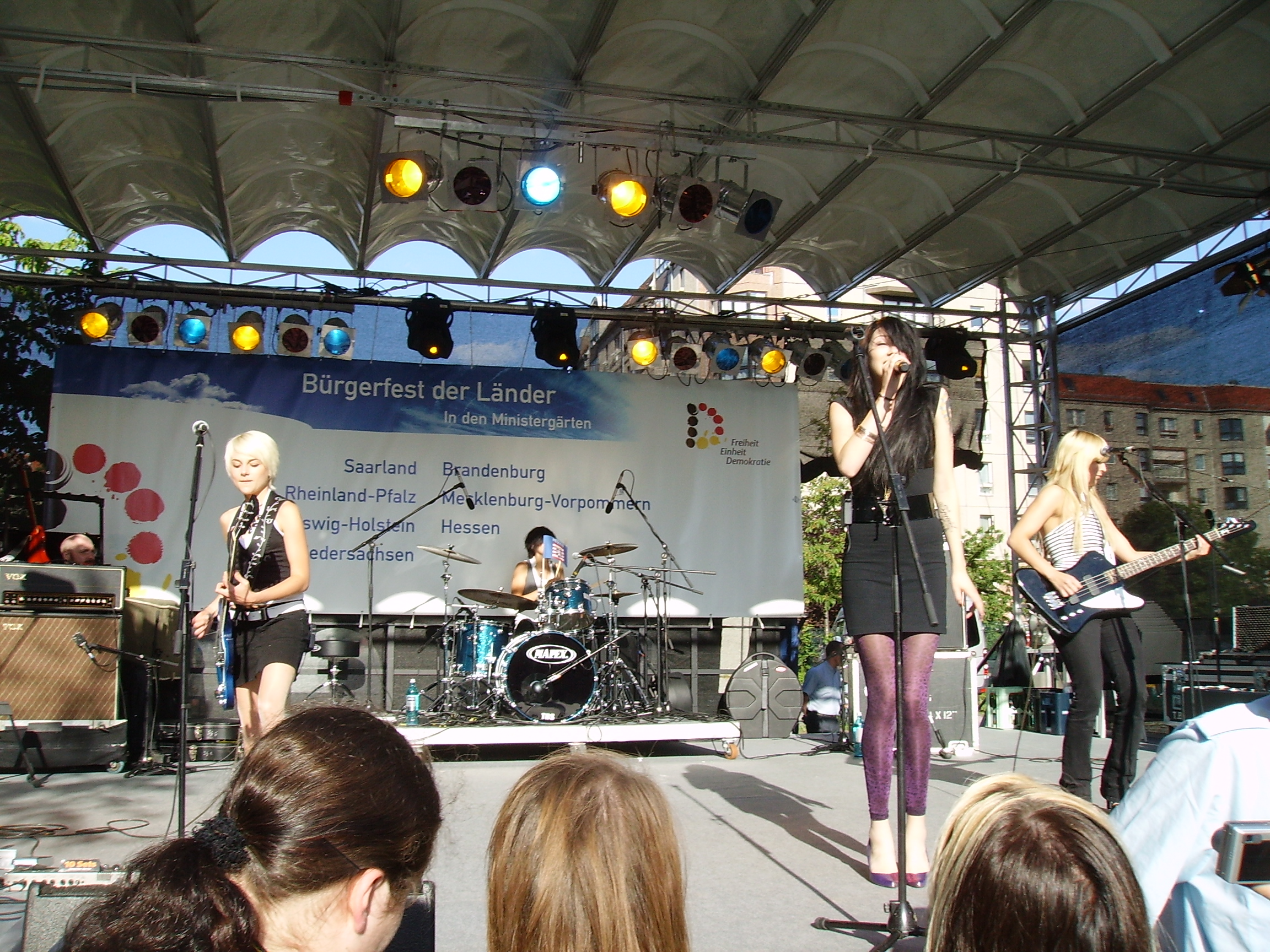
Fräulein Wunder bei einem Live-Auftritt anlässlich der Auftaktveranstaltung der Familienkarte Hessen mit Sternradio.

Mit ihrer Debütsingle Wenn ich ein Junge wär’, die am 14. August 2008 auf dem Musikmarkt erschien, schafften es Fräulein Wunder auf Position 16 der deutschen Charts. Dort hielt sich der Song neun Wochen. In Österreich debütierte das Stück auf Rang 41, wo es sich fünf Wochen hielt. Auf der Single befindet sich neben dem Lied auch das Making-of-Video. AlexandLiane führte die Regie beim Videodreh.
Mein Herz ist Gift für dich
Als zweite Single wurde am 14. November 2008 Mein Herz ist Gift für dich veröffentlicht. Es erreichte für eine Woche Platz 79 in den deutschen Singlecharts. Die Single beinhaltet als PC-Bonus auch noch das Musikvideo des Songs und ein Making-of-Video des Drehs. Die Regie beim Videodreh führte Marc Helfers für die Katapult Filmproduktion GmbH.
Sternradio
Am 6. Februar 2009 folgte die dritte und letzte Singleauskopplung Sternradio. Die 2-Track-Single beinhaltet als B-Seite den bis dato unveröffentlichten Song Eiskaltes Monster. Sternradio belegte in Deutschland Rang 55, wo sich das Stück vier Wochen hielt. In der Schweizer Hitparade konnten sich Fräulein Wunder weder mit ihrem Album noch mit ihren drei ausgekoppelten Singles in den Charts platzieren. Regisseur des Musikvideos war Andreas Fenske für die Deluxe Bild Produktion.
Mit Sternradio traten Fräulein Wunder für Hessen am 13. Februar 2009 beim Bundesvision Song Contest 2009 an. Mit der Startnummer eins schafften sie es auf Position sechs im Finale. Insgesamt erhielten sie 53 Punkte. Nur von den Bundesländern Bremen, Hamburg und Berlin bekam die Gruppe keine Punkte.
| Hessen | 53 | 12 | 2 | 1 | 4 | 4 | 5 | 3 | 5 | 1 | 1 | — | 5 | 5 | 5 | — | — |

## Besetzung
Alle vier Bandmitglieder benutzten Künstlernamen. Ihr Vorname ähnelt diesen; der Nachname „Wunder“ ist eine Anlehnung an den Bandnamen Fräulein Wunder.
| # | Künstlername   | Person            | Instrument / Funktion     |
| - | -------------- | ----------------- | ------------------------- |
| 1 | Chanty Wunder  | Jana Chantal Loch | Gesang                    |
| 2 | Kerstin Wunder | Kerstin Klein     | Gitarre, Backgroundgesang |
| 3 | Steffy Wunder  | Stefanie Spänkuch | Bass                      |
| 4 | Pia Wunder     | Pia Gottwals      | Schlagzeug                |

## Rezeption
Artur Schulz von laut.de bewertet das Album als kitschig und klischeehaft. In den Texten fänden sich oft „Nena-Stil-Zitate“. Chanty Wunder kreische „zu Punk-imitierenden, schlichten Gitarren-Akkorden“.